# دوین بوکر
دوین بوکر (انگلیسی: Devin Booker؛ زادهٔ ۳۰ اکتبر ۱۹۹۶) بازیکن بسکتبال اهل ایالات متحده آمریکا است.
از باشگاه‌هایی که در آن بازی کرده می‌توان به کنتاکی وایلدکتز و فینیکس سانز اشاره کرد.